# Triaenodes boettcheri
Triaenodes boettcheri är en nattsländeart som beskrevs av Georg Ulmer 1930. Triaenodes boettcheri ingår i släktet Triaenodes och familjen långhornssländor. Inga underarter finns listade i Catalogue of Life.